# Jeff Campitelli
Jeff Campitelli (rođen 29. prosinca 1960.) američki je bubnjar koji je snimio mnoge Satrianijeve albume i nastupa s njim na svim njegovim koncertima. Prije nego što je Satriani postao slavan s instrumentalnom glazbom, svirali su u sastavu koji se zvao "The Squares".
Jeff koristi isključivo "DW" (Drum Workshop) proizvođača bubnjeva, "Paiste" činele, "Remo" opne i "Vic Firtch" palice.